# U.S. Route 89
U.S Route 89 är en amerikansk landsväg som har en nord-sydlig sträckning och är uppdelad i två sektioner. Den sydliga sektionen är 1365 km lång och går mellan Flagstaff i Arizona till den södra infarten i Yellowstone nationalpark. Den norra delen är 650 km lång och sträcker sig mellan den norra infarten till Yellowstone nationalpark och går till Montana.